# Hundehütte von Conrad Freytag

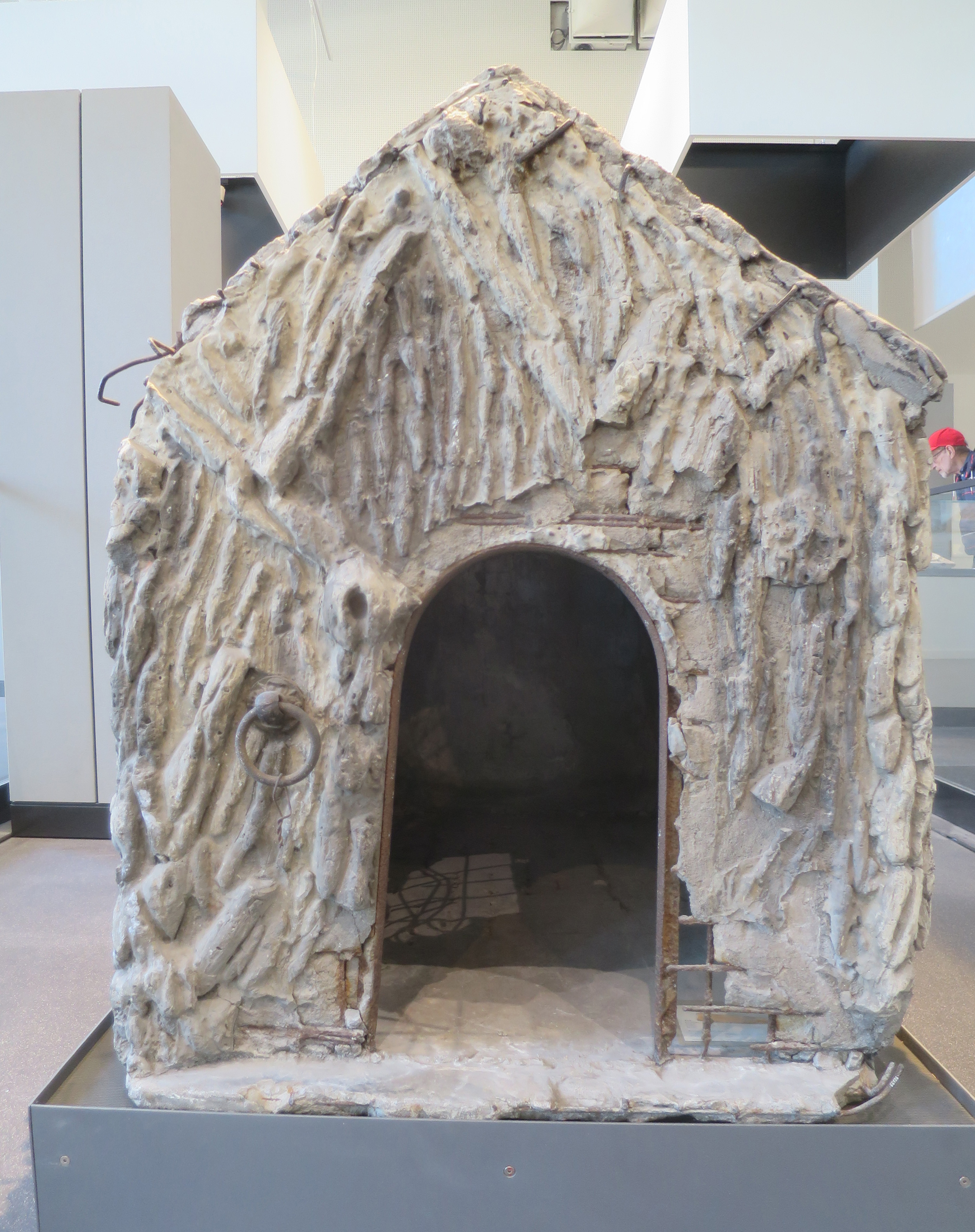

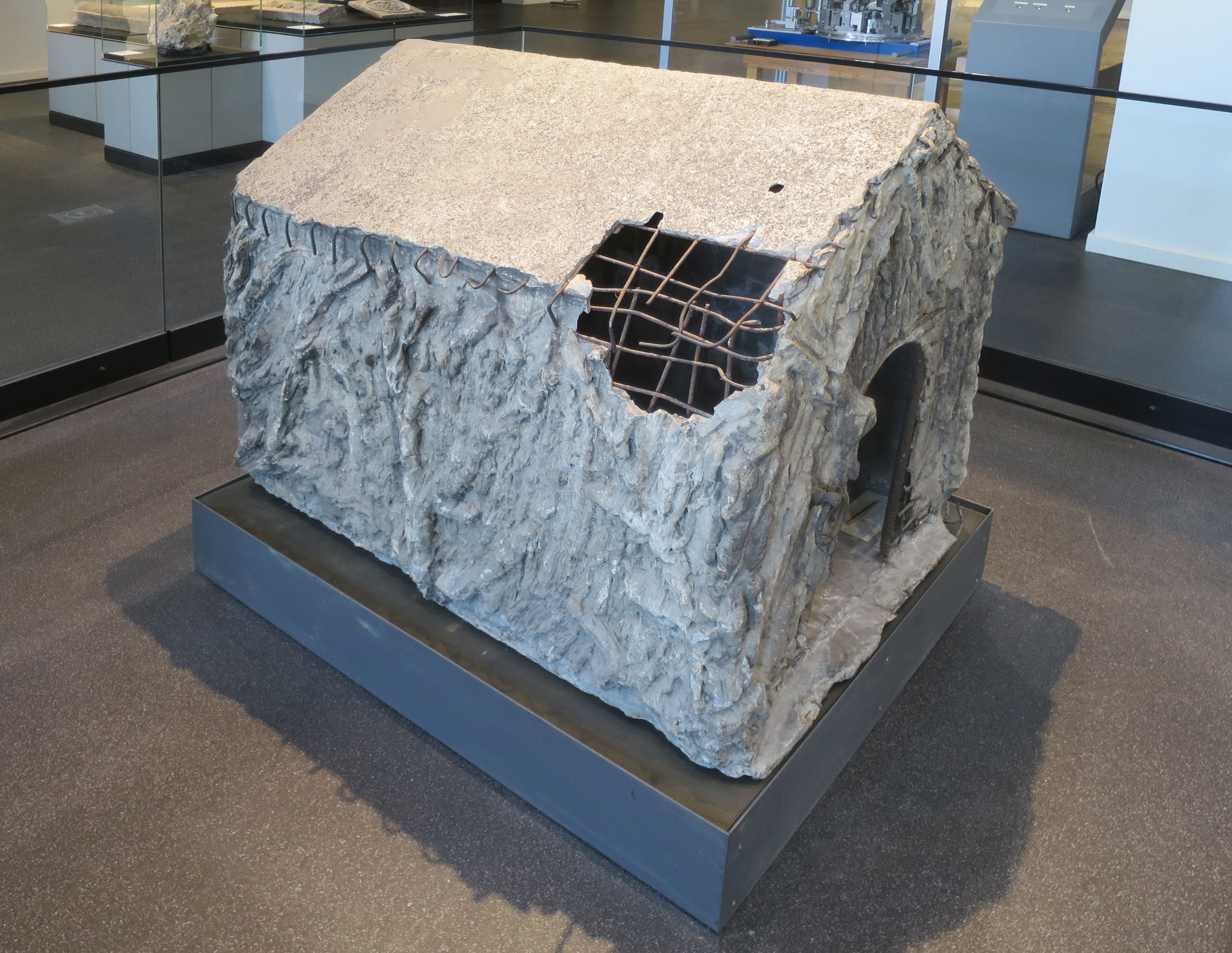

Die Hundehütte von Conrad Freytag ist der älteste bewehrte Betonbau Deutschlands.

## Geschichte
1884 erwarben die Bauunternehmer Conrad Freytag und Gustav Adolf Wayss aus Neustadt an der Weinstraße (damals: Neustadt an der Haardt) in Paris die Patente von Joseph Monier zur Herstellung von Eisenbeton von 1867 für den Bereich von Südwestdeutschland. Conrad Freytag hatte das Verfahren auf einer regionalen Messe in Trier kennengelernt. Unmittelbar nach seiner Rückkehr aus Paris begann Freytag mit Experimenten zu der neuen Bautechnik. Als wohl einziges Zeugnis dieser ersten Experimente blieb eine Hundehütte erhalten, weil sie der Hund von Familie Freytag dann jahrelang nutzte.
Ein Nachkomme von Conrad Freytag schenkte die Hundehütte dem Deutschen Museum in München. Dort gehört sie heute zur Sammlung und gilt als „Inkunabel des deutschen Eisenbetonbaus“. Die Beschädigung des Objekts im Bereich des Daches an der Vorderseite stammt von Untersuchungen zur Konstruktionsweise, die im Museum vorgenommen wurden.

## Konstruktion
Die Eisenkonstruktion besteht aus Stäben, die in einem Raster von 10 cm verflochten sind. Der Beton selbst ist nur 2 cm stark. Sogar gestaltet wurde die Hundehütte: Auf allen Seiten – außer der Rückseite – wurde der Beton modelliert. Rückseite und Dach wurden glatt gestrichen.